# Rhinobatos nudidorsalis
Rhinobatos nudidorsalis és un peix de la família dels rinobàtids i de l'ordre dels rajiformes.

## Morfologia
Pot arribar als 50 cm de llargària total.

## Distribució geogràfica
Es troba a les costes de Maurici i de les Illes Seychelles.